# Mis Bodas reales

Mis Bodas reales (en français : Mes Mariages royaux) est une série documentaire en dix-sept épisodes réalisée par le journaliste Jaime Peñafiel en 1992-1993.

## Genèse et réalisation
Adaptée de l'ouvrage éponyme publié par Jaime Peñafiel en 1975, la série documentaire est produite par Tesauro pour la chaîne privée espagnole Antena 3. Chacun de ses épisodes est indépendant des autres.

## Épisodes
1. Grace Kelly y Rainiero de Mónaco ;
2. Sha de Persia y Farra Diba ;
3. Alberto de Bégica y Paola ;
4. Balduino de Bélgica y Fabiola de Mora y Aragón ;
5. Juan Carlos de Borbón y Sofía de Grecia ;
6. Harald de Noruega y Sonia Haraldsen ;
7. Carlos Gustavo de Suecia y Silvia Sommerland ;
8. Beatriz de Holanda y Klaus Von Amsberg ;
9. Margarita de Dinamarca y Henri de Montpezat ;
10. Hussein de Jordania y Noor ;
11. Margarita de Inglaterra y Tony Armstrong-Jones ;
12. Carlos Hugo de Borbón e Irene de Holanda ;
13. Constantino de Grecia y Ana María de Dinamarca ;
14. Alfonso de Borbón y Carmen Martínez Bordiu ;
15. Carlos de Inglaterra y Diana Spencer ;
16. Andrés de Inglaterra y Sarah Ferguson ;
17. Carolina de Mónaco y sus maridos[2].

## Livre éponyme
- (es) Jaime Peñafiel, Mis Bodas reales, Madrid, Sedmay, 1976 (ISBN 84-7380-086-9).